# Maïanthème dilaté
Maianthemum dilatatum
Espèce
Classification APG III (2009)
Le Maïanthème dilaté (Maianthemum dilatatum), aussi appelé Maïanthème de l'Ouest, est une espèce de plantes herbacées de la famille des Liliaceae selon la classification classique, ou des Asparagaceae selon la classification phylogénétique.

## Description
La plante produit une tige florale dressée et non ramifiée, atteignant parfois 40 centimètres de hauteur, mais généralement beaucoup plus courte. Un rameau non florifère porte une feuille lisse, cireuse et brillante pouvant atteindre 10 centimètres de long et 5 à 8 cm de large, d'où son nom scientifique (dilatatum signifie 'large'). La feuille est de forme ovale avec une base en forme de cœur.
L'inflorescence est une grappe dressée avec des fleurs blanches en forme d'étoile. Ils ont chacun quatre tépales et quatre étamines. Après fécondation, le fruit produit est une baie de 6 millimètres de diamètre. La baie est tachetée de rouge lorsqu'elle est immature et d'un rouge solide à maturité. Chacun a 1 à 4 graines.

## Utilisation
La plante a de nombreuses utilisations ethnobotaniques. Les racines et les feuilles étaient utilisées en médecine et les baies étaient parfois utilisées pour la nourriture. Les Amérindiens utilisaient la plante pour traiter les blessures et la fatigue oculaire. 
Tolérante à l'ombre profonde, à la sécheresse et à l'arrosage intensif, la plante devient de plus en plus populaire comme couvre-sol d' ombre dans le jardinage. Des précautions doivent être prises lors de son utilisation dans les jardins car il peut rapidement s'échapper des limites avec ses rhizomes rampants et peut évincer d'autres plantes. [ citation nécessaire ]